# Timothy Castagne
Timothy Castagne (Arlon, Bélgica, 5 de diciembre de 1995) es un futbolista belga que juega de defensa en el Fulham F. C. de la Premier League de Inglaterra.

## Trayectoria
Comenzó su carrera como futbolista en el K. R. C. Genk, equipo en el que jugó 59 partidos a lo largo de cuatro temporadas.
Dejó el Genk en 2017, cuando fichó por el Atalanta B. C. italiano.
El 3 de septiembre de 2020 el Leicester City F. C. hizo oficial su fichaje para las siguientes cinco temporadas, por una cantidad no revelada. Esto lo ubicó como el defensor belga más caro de la historia. Después de tres años, en los que disputó 112 partidos y marcó cinco goles, el 29 de agosto de 2023 fue traspasado al Fulham F. C.

## Selección nacional
Fue internacional sub-18, sub-19 y sub-21 con la selección de fútbol de Bélgica, antes de convertirse en internacional absoluto el 7 de septiembre de 2018, en un amistoso frente a la selección de fútbol de Escocia.

### Participaciones en Copas del Mundo
| Mundial           | Sede  | Resultado    | Partidos | Goles |
| ----------------- | ----- | ------------ | -------- | ----- |
| Copa Mundial 2022 | Catar | Primera fase | 3        | 0     |

### Participaciones en Eurocopas
| Eurocopa      | Sede     | Resultado        | Partidos | Goles |
| ------------- | -------- | ---------------- | -------- | ----- |
| Eurocopa 2020 | Europa   | Cuartos de final | 1        | 0     |
| Eurocopa 2024 | Alemania | Octavos de final | 4        | 0     |

## Estadísticas

### Clubes
Actualizado al último partido disputado el 3 de mayo de 2025.
| Club                            | Div.          | Temporada     | Liga  | Liga  | Copas nacionales | Copas nacionales | Copas internacionales | Copas internacionales | Total | Total |
| Club                            | Div.          | Temporada     | Part. | Goles | Part.            | Goles            | Part.                 | Goles                 | Part. | Goles |
| ------------------------------- | ------------- | ------------- | ----- | ----- | ---------------- | ---------------- | --------------------- | --------------------- | ----- | ----- |
| K. R. C. Genk · Bélgica         | 1.ª           | 2014-15       | 27    | 1     | 1                | 0                | ―                     | ―                     | 28    | 1     |
| K. R. C. Genk · Bélgica         | 1.ª           | 2015-16       | 21    | 0     | 1                | 0                | ―                     | ―                     | 22    | 0     |
| K. R. C. Genk · Bélgica         | 1.ª           | 2016-17       | 32    | 0     | 5                | 0                | 12                    | 2                     | 49    | 2     |
| K. R. C. Genk · Bélgica         | Total club    | Total club    | 80    | 1     | 7                | 0                | 12                    | 2                     | 99    | 3     |
| Atalanta B. C. · Italia         | 1.ª           | 2017-18       | 20    | 0     | 3                | 1                | 3                     | 0                     | 26    | 1     |
| Atalanta B. C. · Italia         | 1.ª           | 2018-19       | 28    | 4     | 5                | 1                | 4                     | 0                     | 37    | 5     |
| Atalanta B. C. · Italia         | 1.ª           | 2019-20       | 27    | 1     | 0                | 0                | 6                     | 1                     | 33    | 2     |
| Atalanta B. C. · Italia         | Total club    | Total club    | 75    | 5     | 8                | 2                | 13                    | 1                     | 96    | 8     |
| Leicester City F. C. Inglaterra | 1.ª           | 2020-21       | 27    | 2     | 5                | 0                | 2                     | 0                     | 34    | 2     |
| Leicester City F. C. Inglaterra | 1.ª           | 2021-22       | 27    | 1     | 0                | 0                | 9                     | 0                     | 36    | 1     |
| Leicester City F. C. Inglaterra | 1.ª           | 2022-23       | 37    | 2     | 5                | 0                | ―                     | ―                     | 42    | 2     |
| Leicester City F. C. Inglaterra | Total club    | Total club    | 91    | 5     | 10               | 0                | 11                    | 0                     | 112   | 5     |
| Fulham F. C. Inglaterra         | 1.ª           | 2023-24       | 34    | 1     | 5                | 0                | ―                     | ―                     | 39    | 1     |
| Fulham F. C. Inglaterra         | 1.ª           | 2024-25       | 24    | 0     | 6                | 1                | —                     | —                     | 30    | 1     |
| Fulham F. C. Inglaterra         | Total club    | Total club    | 58    | 1     | 11               | 1                | 0                     | 0                     | 69    | 2     |
| Total carrera                   | Total carrera | Total carrera | 304   | 12    | 36               | 3                | 36                    | 3                     | 376   | 18    |

## Palmarés

### Campeonatos nacionales
| Título           | Club                 | País       | Año     |
| ---------------- | -------------------- | ---------- | ------- |
| FA Cup           | Leicester City F. C. | Inglaterra | 2020-21 |
| Community Shield | Leicester City F. C. | Inglaterra | 2021    |